# 2019年世界游泳錦標賽跳水比賽
2019年世界游泳錦標賽跳水比賽是於7月12日至7月20日之間在韓國光州廣域市南部大學市立水上中心舉辦的體育賽事。此次比賽亦是2020年夏季奧林匹克運動會跳水比賽的資格賽之一。

## 比賽項目
下列賽事皆為本屆賽會競技項目：
- 1公尺跳板
- 3公尺跳板
- 10公尺跳台
- 雙人3公尺跳板
- 雙人10公尺跳台
- 團體賽

個人賽分為預賽、準決賽與決賽。預賽的上場順序由電腦隨機決定，前18名晉級準決賽。準決賽前12名晉級決賽。

## 賽程表
總共舉行13項賽事。
- 所有時間皆為當地時區韓國標準時（UTC+9）。

| 日期          | 時間  | 賽事                   |
| ------------- | ----- | ---------------------- |
| 2019年7月12日 | 11:00 | 男子1公尺跳板預賽      |
| 2019年7月12日 | 15:30 | 女子1公尺跳板預賽      |
| 2019年7月13日 | 10:00 | 男子雙人3公尺跳板預賽  |
| 2019年7月13日 | 13:00 | 混合10公尺跳台決賽     |
| 2019年7月13日 | 15:30 | 女子1公尺跳板決賽      |
| 2019年7月13日 | 20:45 | 男子雙人3公尺跳板決賽  |
| 2019年7月14日 | 10:00 | 女子雙人10公尺跳台預賽 |
| 2019年7月14日 | 15:30 | 男子1公尺跳板決賽      |
| 2019年7月14日 | 20:45 | 女子雙人10公尺跳台決賽 |
| 2019年7月15日 | 10:00 | 女子雙人3公尺跳板預賽  |
| 2019年7月15日 | 13:00 | 男子雙人10公尺跳台預賽 |
| 2019年7月15日 | 15:30 | 女子雙人3公尺跳板決賽  |
| 2019年7月15日 | 20:45 | 男子雙人10公尺跳台決賽 |
| 2019年7月16日 | 10:00 | 女子10公尺跳台預賽     |
| 2019年7月16日 | 15:30 | 女子10公尺跳台準決賽   |
| 2019年7月16日 | 20:45 | 團體賽決賽             |
| 2019年7月17日 | 10:00 | 男子3公尺跳板預賽      |
| 2019年7月17日 | 15:30 | 男子3公尺跳板準決賽    |
| 2019年7月17日 | 20:45 | 女子10公尺跳台決賽     |
| 2019年7月18日 | 10:00 | 女子3公尺跳板預賽      |
| 2019年7月18日 | 15:30 | 女子3公尺跳板準決賽    |
| 2019年7月18日 | 20:45 | 男子3公尺跳板決賽      |
| 2019年7月19日 | 10:00 | 男子10公尺跳台預賽     |
| 2019年7月19日 | 15:30 | 男子10公尺跳台準決賽   |
| 2019年7月19日 | 20:45 | 女子3公尺跳板決賽      |
| 2019年7月20日 | 15:30 | 混合3公尺跳板決賽      |
| 2019年7月20日 | 20:45 | 男子10公尺跳台決賽     |

## 獎牌榜
*   主办国家/地区（韩国）
| 排名                      | 国家 / 地区               | 金牌 | 銀牌 | 銅牌 | 总计 |
| ------------------------- | ------------------------- | ---- | ---- | ---- | ---- |
| 1                         | 中国                      | 12   | 4    | 1    | 17   |
| 2                         |                           | 1    | 0    | 1    | 2    |
| 3                         | 俄罗斯                    | 0    | 3    | 1    | 4    |
| 4                         | 加拿大                    | 0    | 2    | 0    | 2    |
| 5                         | 墨西哥                    | 0    | 1    | 3    | 4    |
| 5                         | 美国                      | 0    | 1    | 3    | 4    |
| 7                         | 英国                      | 0    | 1    | 2    | 3    |
| 8                         | 马来西亚                  | 0    | 1    | 0    | 1    |
| 9                         | 德国                      | 0    | 0    | 1    | 1    |
| 9                         | 韩国*                     | 0    | 0    | 1    | 1    |
| 总计（共10个国家 / 地区） | 总计（共10个国家 / 地区） | 13   | 13   | 13   | 39   |

## 各項成績

### 男子
| 項目           | 金牌                        | 金牌   | 银牌                                                | 银牌   | 铜牌                                          | 铜牌   |
| 1公尺跳板      | 王宗源 · 中国（CHN）        | 440.25 | 罗梅尔·帕切科 · 墨西哥（MEX）                       | 420.15 | 彭健烽 · 中国（CHN）                          | 415.00 |
| 3公尺跳板      | 謝思埸 · 中国（CHN）        | 545.45 | 曹緣 · 中国（CHN）                                  | 517.85 | 傑克·勞格赫 · 英国（GBR）                     | 504.55 |
| 10公尺跳台     | 杨健 · 中国（CHN）          | 598.65 | 杨昊 · 中国（CHN）                                  | 585.75 | 亚历山大·邦达尔 · 俄罗斯（RUS）               | 541.05 |
| 雙人3公尺跳板  | 中国（CHN） · 曹緣 · 謝思埸 | 439.74 | 英国（GBR） · 丹尼爾·古德菲勞 · 傑克·勞格赫         | 415.02 | 墨西哥（MEX） · 亚埃尔·卡斯蒂略 · 胡安·塞拉亚 | 413.94 |
| 雙人10公尺跳台 | 中国（CHN） · 曹緣 · 陳艾森 | 486.93 | 俄罗斯（RUS） · 亞歷山大·邦達爾 · 維克托·米尼巴耶夫 | 444.60 | 英国（GBR） · 湯姆·戴利 · 馬提·李             | 425.91 |

### 女子
| 項目           | 金牌                        | 金牌   | 银牌                                                   | 银牌   | 铜牌                                                | 铜牌   |
| 1公尺跳板      | 陳藝文 · 中国（CHN）        | 285.45 | 萨拉·培根 · 美国（USA）                                | 262.00 | 金守志 · 韩国（KOR）                                | 257.20 |
| 3公尺跳板      | 施廷懋 · 中国（CHN）        | 391.00 | 王涵 · 中国（CHN）                                     | 372.85 | 麦迪逊·基尼 · （AUS）                               | 367.05 |
| 10公尺跳台     | 陳芋汐 · 中国（CHN）        | 439.00 | 盧為 · 中国（CHN）                                     | 377.80 | 德萊尼·施內爾 · 美国（USA）                         | 364.20 |
| 雙人3公尺跳板  | 中国（CHN） · 施廷懋 · 王涵 | 342.00 | 加拿大（CAN） · 珍妮弗·阿貝爾 · 梅麗莎·西特里尼-博利約 | 311.10 | 墨西哥（MEX） · 葆拉·埃斯皮諾薩 · 梅拉妮·埃尔南德斯 | 294.90 |
| 雙人10公尺跳台 | 中国（CHN） · 卢为 · 张家齐 | 345.24 | 马来西亚（MAS） · 梁敏喻 · 潘德莉拉                    | 312.72 | 美国（USA） · Samantha Bromberg · 卡特里娜·扬       | 304.86 |

### 混合
| 項目           | 金牌                              | 金牌   | 银牌                                                      | 银牌   | 铜牌                                          | 铜牌   |
| 雙人3公尺跳板  | （AUS） · 马修·卡特 · 麦迪逊·基尼 | 304.86 | 加拿大（CAN） · 弗朗索瓦·安博-迪拉克 · 珍妮弗·阿貝爾      | 304.08 | 德国（GER） · 洛乌·马森贝格 · 蒂娜·彭泽尔     | 301.62 |
| 雙人10公尺跳台 | 中国（CHN） · 练俊杰 · 司雅杰     | 346.14 | 俄罗斯（RUS） · 叶卡捷琳娜·别利亚耶娃 · 维克托·米尼巴耶夫 | 311.28 | 墨西哥（MEX） · 迭戈·巴列萨 · María Sánchez   | 287.64 |
| 團體賽         | 中国（CHN） · 楊健 · 林珊         | 416.65 | 俄罗斯（RUS） · Sergey Nazin · 尤利娅·季莫希宁娜          | 390.05 | 美国（USA） · 安德魯·卡波比安科 · 卡特里娜·扬 | 357.60 |

## 外部連結
- 官方网站